# Nicklas Mannes
Nicklas Mannes (* 2. Juli 1998 in Ratingen) ist ein deutscher Eishockeyspieler, der zuletzt bis zum Ende der Saison 2023/24 bei den Dresdner Eislöwen aus der DEL2 unter Vertrag gestanden und dort auf der Position des Verteidigers gespielt hat. Zuvor war Mannes bereits für den EC Bad Nauheim sowie die Bayreuth Tigers in der DEL2 aktiv und absolvierte darüber hinaus neun Partien für die Düsseldorfer EG in der Deutschen Eishockey Liga (DEL). Sein jüngerer Bruder Lukas ist ebenfalls Eishockeyspieler.

## Karriere
Nicklas Mannes wurde in Ratingen geboren und begann mit dem Eishockeysport im Nachwuchsbereich der Düsseldorfer EG. Er durchlief die Nachwuchsteams der DEG bis hin zur Schüler-Bundesliga, ehe er im Sommer 2012 zum Kölner EC wechselte. Für die Junghaie kam er ebenfalls in der Schüler-Bundesliga sowie in der Deutschen Nachwuchsliga (DNL) zum Einsatz. Nach zwei Jahren kehrte er im Sommer 2014 zur DEG zurück und spielte bis 2016 für deren DNL-Mannschaft.
Während der Saison 2016/17 absolvierte er seine ersten Spiele im Männereishockey für die Moskitos Essen aus der drittklassigen Eishockey-Oberliga und den EC Bad Nauheim aus der DEL2. Zudem debütierte er für die Profimannschaft der DEG in der Deutschen Eishockey Liga (DEL). Per Förderlizenz kam Mannes bis November 2018 meist in Bad Nauheim zum Einsatz, ehe er zu deren Ligarivalen Bayreuth Tigers wechselte, um mehr Eiszeit zu erhalten. Dort stand er bis 2021 unter Vertrag und entwickelte sich zu einem gestandenen Verteidiger.
Zur Saison 2021/22 wechselte Mannes innerhalb der zweithöchsten deutschen Spielklasse zu den Dresdner Eislöwen und erhielt im Januar 2023 eine Vertragsverlängerung über ein Jahr. Nach der Spielzeit 2023/24 trennten sich Mannes und die Eislöwen nach drei Spielzeiten. Der Verteidiger schloss sich daraufhin den Füchsen Duisburg aus der Oberliga an.

### International
Für Deutschland nahm Nicklas Mannes an der U20-Weltmeisterschaft der Division IA 2017 teil, bei der die Mannschaft den zweiten Platz belegte und den anvisierten Aufstieg damit verpasste. In fünf Turnierspielen erzielte er dabei ein Tor. Zuvor spielte er auch für die U16-, U17- und U18-Nationalmannschaft.

## Karrierestatistik
Stand: Ende der Saison 2023/24

### International
Vertrat Deutschland bei:
- U20-Junioren-Weltmeisterschaft der Division IA 2017

(Legende zur Spielerstatistik: Sp oder GP = absolvierte Spiele; T oder G = erzielte Tore; V oder A = erzielte Assists; Pkt oder Pts = erzielte Scorerpunkte; SM oder PIM = erhaltene Strafminuten; +/− = Plus/Minus-Bilanz; PP = erzielte Überzahltore; SH = erzielte Unterzahltore; GW = erzielte Siegtore; 1 Play-downs/Relegation; Kursiv: Statistik nicht vollständig)